# Wilco Kelderman
Wilco Kelderman (* 25. března 1991) je nizozemský profesionální silniční cyklista jezdící za UCI WorldTeam Visma–Lease a Bike.

## Kariéra
Kelderman, jenž se narodil v nizozemském Amersfoortu, dojel sedmý v celkovém pořadí na Giru d'Italia 2014. V prosinci téhož roku si při tréninku zlomil klíční kost. V červenci 2015 byl jmenován na startovní listině Tour de France 2015. V úvodní časovce závodu, která se konala v Utrechtu, dojel devátý. Následujícího roku se Kelderman zúčastnil Tour de France znovu a dojel na 32. místě v celkovém pořadí.
V září 2016 bylo oznámeno, že Kelderman podepsal dvouletý kontrakt s UCI WorldTeamem Team Giant–Alpecin, později přejmenovaném na Team Sunweb, od sezóny 2017. V rozmezí let 2017 a 2019 dojel Kelderman třikrát po sobě mezi deseti nejlepšími v celkovém pořadí na Vueltě a España. Na Giru d'Italia 2020, odloženém na říjen kvůli pandemii covidu-19, držel růžový dres po etapách 18 a 19, ale následně ztratil čas na Taa Geoghegan Harta a Jaie Hindleyho a do cíle v Miláně dojel celkově třetí.
V září 2020 bylo oznámeno, že Kelderman podepsal dvouletý kontrakt s UCI WorldTeamem Bora–Hansgrohe od sezóny 2021. V průběhu roku 2021 Kelderman zaznamenal umístění v top 5 na etapových závodech Volta a Catalunya, Critérium du Dauphiné a Tour de France. V roce 2022 bylo pro Keldermana nejlepším výsledkem třetí místo na jednodenním závodu Circuito de Getxo.
V srpnu 2022 bylo oznámeno, že Kelderman podepsal tříletý kontrakt s UCI WorldTeamem Team Jumbo–Visma od sezóny 2023.

## Hlavní výsledky
2008
Národní šampionát
 vítěz časovky juniorů
Lutych–La Gleize
 celkový vítěz
Tour de la Région de Łódź
vítěz 1. etapy
Giro della Lunigiana
2. místo celkově
Trofeo Karlsberg
3. místo celkově
 vítěz soutěže mladých jezdců
GP Général Patton
5. místo celkově
2009
Internationale 3-Etappen-Rundfahrt
 celkový vítěz
vítěz 3. etapy
Tre Giorni Orobica
4. místo celkově
vítěz 3. etapy
Trofeo Karlsberg
10. místo celkově
2010
Tour Alsace
 celkový vítěz
vítěz 5. etapy
Le Triptyque des Monts et Châteaux
3. místo celkově
Tour du Gévaudan Languedoc-Roussillon
3. místo celkově
3. místo Skandis GP
Istrian Spring Trophy
5. místo celkově
Ringerike GP
5. místo celkově
5. místo Scandinavian Race Uppsala
Circuit des Ardennes
8. místo celkově
8. místo Eschborn–Frankfurt U23
9. místo Rogaland GP
Tour de l'Avenir
10. místo celkově
10. místo Grand Prix des Marbriers
2011
Národní šampionát
 vítěz časovky do 23 let
Kolem Norska
 celkový vítěz
 vítěz soutěže mladých jezdců
Thüringen Rundfahrt der U23
 celkový vítěz
vítěz etap 5 (ITT) a 6
Tour de l'Ain
vítěz prologu
5. místo Rogaland GP
Grand Prémio Crédito Agrícola de la Costa Azul
7. místo celkově
8. místo Route Adélie
2012
6. místo Rund um Köln
Tour of California
7. místo celkově
 vítěz soutěže mladých jezdců
Danmark Rundt
7. místo celkově
 vítěz soutěže mladých jezdců
Critérium du Dauphiné
8. místo celkově
 vítěz soutěže mladých jezdců
Vuelta a Andalucía
10. místo celkově
2013
Danmark Rundt
 celkový vítěz
 vítěz bodovací soutěže
 vítěz soutěže mladých jezdců
vítěz 5. etapy (ITT)
Tour de Romandie
5. místo celkově
 vítěz soutěže mladých jezdců
Tour Down Under
6. místo celkově
Eneco Tour
7. místo celkově
2014
Critérium du Dauphiné
4. místo celkově
 vítěz soutěže mladých jezdců
Volta ao Algarve
5. místo celkově
Tour of Utah
5. místo celkově
Giro d'Italia
7. místo celkově
2015
Národní šampionát
 vítěz časovky
Eneco Tour
3. místo celkově
6. místo Grand Prix Cycliste de Montréal
8. místo Volta Limburg Classic
Volta a Catalunya
9. místo celkově
 vítěz soutěže mladých jezdců
10. místo Valonský šíp
2016
Tour du Poitou Charentes
2. místo celkově
 vítěz soutěže mladých jezdců
Národní šampionát
3. místo časovka
Vuelta a Andalucía
4. místo celkově
Eneco Tour
6. místo celkově
Tour de Suisse
8. místo celkově
Kolem Baskicka
10. místo celkově
2017
Mistrovství světa
 vítěz týmové časovky
7. místo časovka
Vuelta a España
4. místo celkově
Tour de Pologne
4. místo celkově
Tour de Romandie
7. místo celkově
Tour Down Under
9. místo celkově
2018
Mistrovství světa
 2. místo týmová časovka
Abú Dhabí Tour
2. místo celkově
Národní šampionát
3. místo časovka
Tour de Suisse
5. místo celkově
6. místo Milán–Turín
6. místo Tre Valli Varesine
Vuelta a España
10. místo celkově
2019
UAE Tour
5. místo celkově
Vuelta a España
7. místo celkově
2020
Giro d'Italia
3. místo celkově
lídr  po etapách 18 & 19
Tirreno–Adriatico
4. místo celkově
Tour de La Provence
5. místo celkově
UAE Tour
5. místo celkově
Tour de Pologne
7. místo celkově
2021
Critérium du Dauphiné
4. místo celkově
Tour de France
5. místo celkově
Volta a Catalunya
5. místo celkově
Tour de Romandie
10. místo celkově
2022
3. místo Circuito de Getxo
Vuelta a Burgos
9. místo celkově
2023
Tour de Suisse
4. místo celkově
2024
Paříž–Nice
8. místo celkově
Tour de Suisse
9. místo celkově

### Výsledky na etapových závodech
| Výsledky na Grand Tours        |      |      |      |      |      |      |      |      |      |      |      |      |      |
| Grand Tour                     | 2012 | 2013 | 2014 | 2015 | 2016 | 2017 | 2018 | 2019 | 2020 | 2021 | 2022 | 2023 | 2024 |
| Giro d'Italia                  | —    | 17   | 7    | —    | —    | DNF  | —    | —    | 3    | —    | 17   | —    | —    |
| Tour de France                 | —    | —    | —    | 79   | 32   | —    | —    | DNF  | —    | 5    | —    | 18   | 21   |
| Vuelta a España                | —    | —    | 14   | —    | —    | 4    | 10   | 7    | —    | —    | 18   | 25   |      |
| Výsledky na etapových závodech |      |      |      |      |      |      |      |      |      |      |      |      |      |
| Závod                          | 2012 | 2013 | 2014 | 2015 | 2016 | 2017 | 2018 | 2019 | 2020 | 2021 | 2022 | 2023 | 2024 |
| Paříž–Nice                     | —    | DNF  | 13   | 15   | 13   | —    | —    | 14   | —    | —    | —    | —    | 8    |
| Tirreno–Adriatico              | —    | —    | —    | —    | —    | —    | DNF  | —    | 4    | —    | 19   | DNF  | —    |
| Volta a Catalunya              | DNF  | —    | 12   | 9    | DNF  | —    | —    | DNF  | NS   | 5    | —    | —    | —    |
| Kolem Baskicka                 | —    | —    | —    | —    | 10   | —    | —    | —    | NS   | DNF  | —    | —    | —    |
| Tour de Romandie               | 30   | 5    | —    | —    | 31   | 7    | —    | —    | NS   | 10   | —    | —    | —    |
| Critérium du Dauphiné          | 8    | —    | 4    | 22   | —    | —    | —    | —    | —    | 4    | 28   | —    | —    |
| Tour de Suisse                 | —    | 31   | —    | —    | 8    | —    | 5    | 29   | NS   | —    | —    | 4    | 9    |

| —   | Nezúčastnil se |
| DNF | Nedokončil     |
| NS  | Nejelo se      |